# Circonscription de Bita Gesha
La circonscription de Bita Gesha est une des 121 circonscriptions législatives de l'État fédéré des nations, nationalités et peuples du Sud, elle se situe dans la Zone Keffa. Sa représentante actuelle est Muhajob Abdu Kemeyu.